# Onthophagus yucatanus
Onthophagus yucatanus é uma espécie de inseto do género Onthophagus, família Scarabaeidae, ordem Coleoptera.
Foi descrita cientificamente por Delgado-Castillo, Peraza & Deloya em 2006.